# Hapalopilus nidulans
Hapalopilus nidulans, conocido como poliporo tierno de anidación, poliporo de tinte púrpura o soporte de canela es un hongo perteneciente a la familia Polyporaceae. Fue descrito por primera vez en 1821 y asignado a su género actual, Hapalopilus, unas seis décadas más tarde. Este hongo se distribuye globalmente, hallándose en todos los continentes. Prefiere crecer en madera muerta de árboles de hoja caduca, ya sea caída o aún en pie, y puede aparecer solo, en grupos, fusionado o en racimos superpuestos. Sus cuerpos frutales, que adoptan formas de corchetes riñonados o semicirculares, muestran tonalidades que van desde el marrón hasta el naranja. En la parte inferior, presentan una superficie porosa que varía del amarillo al marrón, con poros angulares pequeños por donde se dispersan sus esporas.
Los cuerpos frutales son neurotóxicos si se ingieren, efecto atribuible al compuesto ácido polipórico, que está presente en altas concentraciones. Cuando se aplica una solución alcalina sobre el hongo, la pulpa se vuelve violeta. El hongo se utiliza en el teñido de hongos para producir colores púrpuras.

## Taxonomía
La especie fue descrita por primera vez en 1791 por el micólogo francés Jean Baptiste François Pierre Bulliard, quien la llamó Boletus suberosus. Sin embargo, este nombre había sido utilizado previamente por Carl Linnaeus (para una especie ahora conocida como Polyporus suberosus), por lo que el nombre de Bulliard era un homónimo ilegítimo. En 1821, Elias Magnus Fries publicó la especie como Polyporus nidulans. En 1881, Petter Karsten lo transfirió a su género actual, Hapalopilus, como especie tipo. El hongo ha sido distribuido en varios géneros a lo largo de su historia taxonómica, incluyendo Boletus (Kurt Sprengel, 1827), Inonotus (Petter Karsten, 1881), Phaeolus (Narcisse Théophile Patouillard, 1900), Polystictus (François-Xavier Gillot y Jean Louis Lucand, 1890), y Agaricus (Ernst Hans Ludwig Krause, 1933).
Fue inicialmente descrito por Christiaan Hendrik Persoon en 1798 bajo el nombre de Boletus rutilans. Más adelante, en 1904, William Alphonso Murrill lo reclasificó en el género Hapalopilus, nombre que se acepta en la actualidad. Murrill observó que Elias Magnus Fries había nombrado previamente a la especie como Polyporus nidulans y luego como P. rutilans, sugiriendo que podría ser una variante de P. nidulans. A pesar de que Berkeley diferenció entre las dos especies, su conocimiento era limitado y no las estudió en profundidad.
Según MycoBank, aunque Fries aprobó el nombre Boletus rutilans en su publicación Observationes mycologicae de 1818, sus comentarios indican que él mismo consideraba que ambas especies eran idénticas, y por ende, no sancionó el nombre en contra de P. nidulans. Patrick Leacock, micólogo del Field Museum, señala que la obra de Fries de 1818 no era sancionadora, pero que Fries sancionó ambos nombres más tarde en su Systema Mycologicum de 1821. Dado que ambos nombres están autorizados y que el basónimo de H. rutilans se publicó primero, Leacock propone que este nombre debiese tener prioridad. Hasta abril de 2021, tanto MycoBank como Species Fungorum consideran a H. nidulans como sinónimo de H. rutilans.
Esta especie de poliporo se conoce comúnmente como "poliporo de tinte púrpura", "corchete de canela", o "poliporo tierno de anidación".  El epíteto específico rutilans en latín significa "rojo anaranjado",  mientras que el epíteto nidulans significa "anidar".

## Descripción

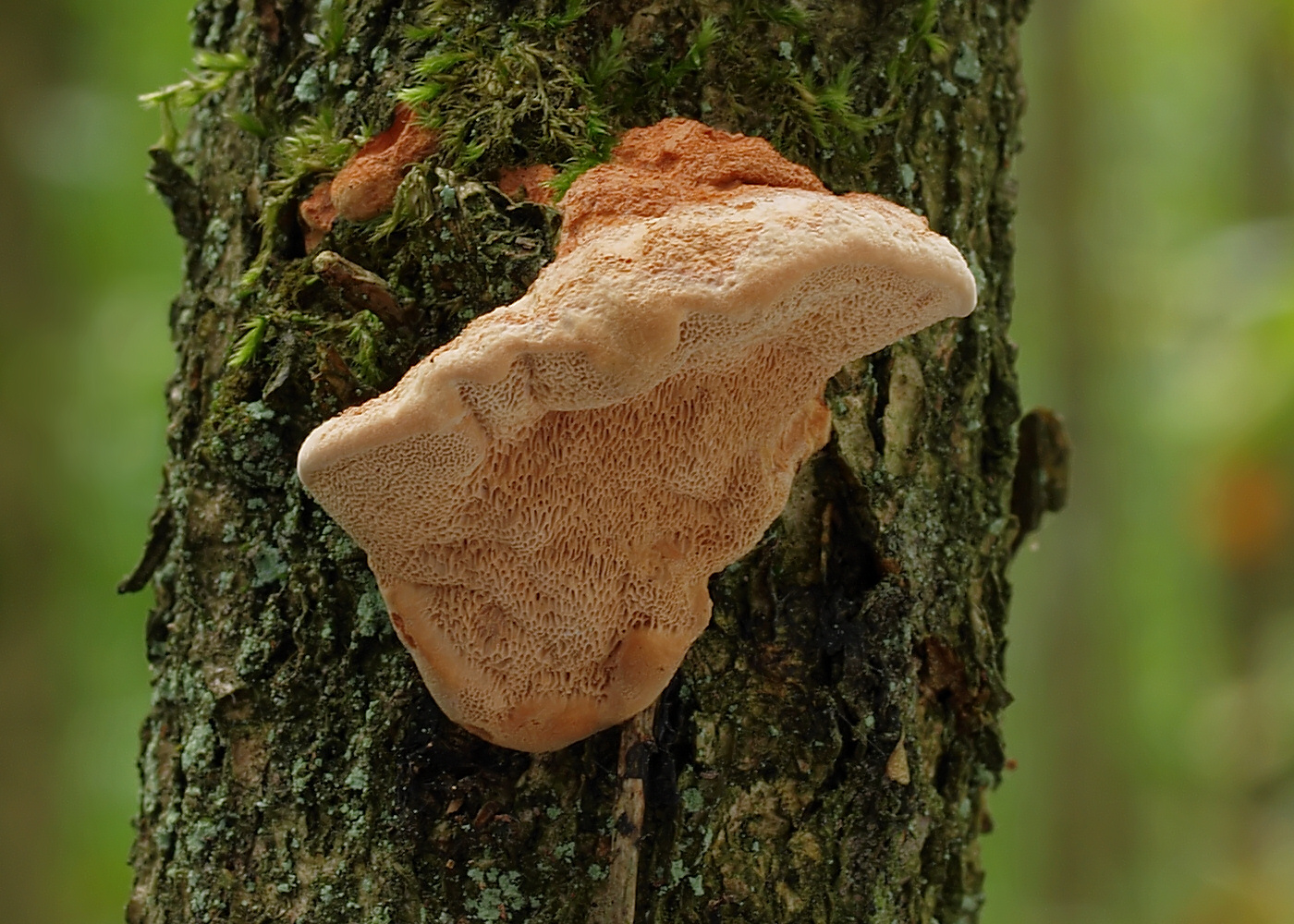
Los cuerpos frutales en forma de riñón son de color marrón anaranjado canela, con una textura algo aterciopelada.

El sombrero del hongo presenta una forma que varía entre abanico y semicircular, con una convexidad notable y un tamaño que oscila entre 2,5 y 12 cm de diámetro. Este hongo se caracteriza por su ausencia de tallo, adhiriéndose directamente y de manera amplia al sustrato. En su estado juvenil, los cuerpos frutales son suaves y esponjosos, pero con la pérdida de humedad se endurecen y se vuelven quebradizos. La superficie superior del sombrero se distingue por estar revestida de una capa de pelos enredados, adornada con surcos concéntricos y de un color naranja parduzco mate. La carne, que puede alcanzar hasta 3 cm de grosor en su parte más robusta, es de un tono canela claro. Por otro lado, la superficie porosa del hongo varía de amarillo a marrón, con poros angulares que miden aproximadamente de dos a cuatro por milímetro. Los ejemplares más jóvenes muestran una superficie porosa de un tono marrón rojizo. En cuanto a su olor y sabor, estos pueden ser desde ligeramente dulces hasta poco definidos.
Los cuerpos frutales de H. rutilans dejan una impresión esporal de color blanco. Sus esporas, que varían de forma elíptica a cilíndrica y son lisas y translúcidas, tienen dimensiones de 3,5 − 5 × 2 − 3&nbso;μm. Los basidios, células que llevan esporas, poseen una forma de maza y albergan cuatro esporas, midiendo 18 − 22 × 5 − 5,6 μm. Este hongo cuenta con un sistema de hifas monomítico, compuesto exclusivamente por hifas generativas con conexiones de abrazadera. Las hifas en la carne son gruesas y altamente ramificadas, con un diámetro de hasta 10μm, mientras que las hifas en los poros y el subhimenio son más delgadas, hasta 6 μm de ancho, y menos ramificadas. Una prueba química con hidróxido de potasio (KOH) diluido al 3-10% puede ayudar a identificar a H. rutilans, ya que al aplicar una gota de esta solución, todas las partes del cuerpo fructífero se tiñen instantáneamente de un color violeta brillante.

### Especies similares
Varios otros poliporos son más o menos similares en apariencia a H. rutilanos y podría confundirse con él. Phellinus gilvus tiene una tapa fibrosa de color amarillento a amarillo oxidado, pulpa de color marrón amarillento que se tiñe de negro con KOH y una superficie de poro de color marrón grisáceo a marrón oscuro. Hapalopilus croceus produce grandes cuerpos frutales con tapas de hasta 20,5 cm (8,1 plg) de diámetro. La superficie de sus poros es de color naranja rojizo brillante cuando está fresca y su pulpa se tiñe de rojo con KOH. Pycnoporus cinnabarinus tiene un cuerpo frutal más duro y un color rojo más brillante. El "hongo del bistec" comestible Fistulina hepatica puede confundirse fácilmente con H. rutilanos. Tiene cuerpos frutales suaves de color rojo sangre que rezuman jugo rojo. También comestible, el "pollo del bosque", Laetiporus sulphureus, tiene cuerpos frutales de color amarillo brillante cuyo color se desvanece con el tiempo.

## Hábitat, distribución y ecología

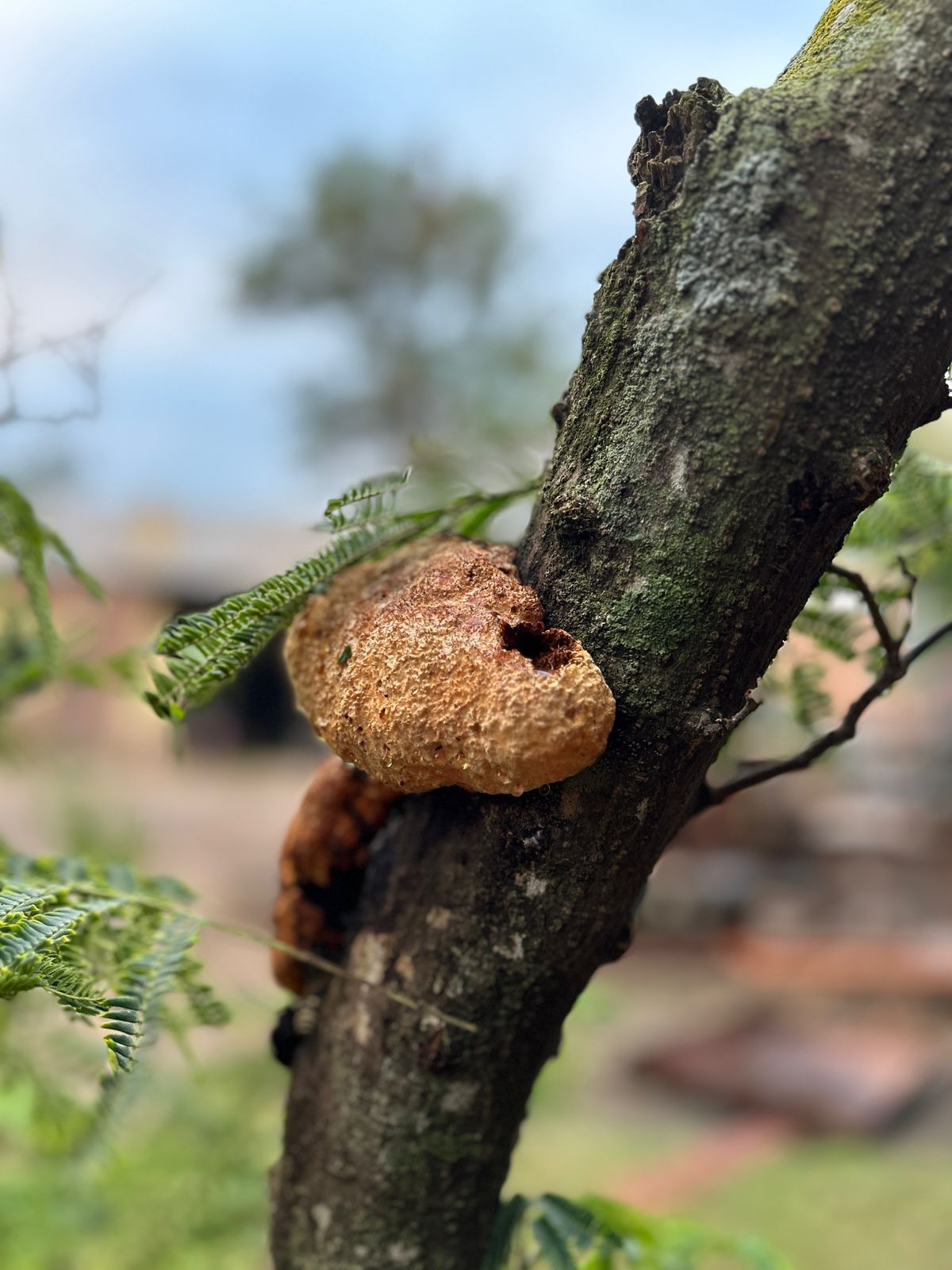
Hapalopilus nidulans en Argentina

Es una especie saprófita que induce la podredumbre blanca en los árboles que coloniza. Este hongo forma cuerpos frutales ya sea de manera aislada, en agrupaciones o en racimos superpuestos y fusionados sobre la madera muerta y en proceso de descomposición de árboles de hoja caduca. Tiene una preferencia por especies como el roble (Quercus), la haya (Fagus) y el abedul (Betula), y más raramente, se le puede encontrar en coníferas. En Europa Central, es más frecuente en el roble, mientras que en el norte de Europa, se asocia comúnmente con Corylus y Sorbus. Aunque su época de fructificación principal es desde el inicio del verano hasta el otoño, sus cuerpos frutales resistentes y duros pueden ser hallados también fuera de esta temporada.
Hapalopilus rutilans tiene una distribución mayoritariamente circumboreal en la zona templada del norte, y se ha encontrado en el norte de África, Asia, Europa y América del Norte. Fuera de esta región, se ha registrado en Australia, y Oceanía.  En América del Norte, donde se puede encontrar tan al norte como los Territorios del Noroeste de Canadá, es más común en la parte este y suroeste del continente.  En Europa, su distribución septentrional se extiende hasta Porsanger en Noruega.  Reportado por primera vez desde la India en 2011, se encontró en depósitos forestales de Chhattisgarh, creciendo en troncos almacenados de varios árboles nativos: Anogeissus latifolia, Chloroxylon swietenia, Desmodium oojeinense, Shorea robusta y Terminalia elliptica.
Las especies de escarabajos fungosos que se sabe que habitan y crían a sus crías en los cuerpos frutales de Hapalopilus rutilans incluyen Sulcacis affinis, Hallomenus axillaris, H. binotatus y Orchesia fasciata.

## Química y toxicidad
Contrario a la creencia popular de que los políporos son inofensivos, los cuerpos frutales de Hapalopilus rutilans pueden ser neurotóxicos si se consumen. La toxina responsable es el ácido polipórico, un compuesto de terfenilo descubierto en cultivos miceliales del hongo en 1877. Este químico constituye entre el 20% y el 40% del peso seco de los cuerpos frutales y actúa inhibiendo la enzima dihidroorotato deshidrogenasa. Aunque presente en otros hongos, en H. rutilans se encuentra en concentraciones significativamente mayores.
Un incidente de intoxicación documentado en 1992, involucró a una familia alemana que ingirió H. rutilans y sufrió síntomas como náuseas, problemas motores, trastornos visuales, y fallos hepático y renal, comenzando alrededor de doce horas después de la ingestión. Curiosamente, la orina de las víctimas adquirió temporalmente un color violeta. La recuperación fue completa tras una semana. Un caso similar ocurrió en 2013, donde el hongo fue confundido con la comestible Fistulina hepatica. El conjunto de síntomas asociados a la intoxicación por H. rutilans se conoce como síndrome neurotóxico retardado.
Hapalopilus rutilans es muy apreciado por quienes elaboran tintes para hongos. Cuando se usa en combinación con fijadores alcalinos, los cuerpos frutales pueden producir llamativos colores violetas.